# Tápiószentmárton
Tápiószentmárton nagyközség Pest vármegyében, a Nagykátai járásban.

## Fekvése
Az Alsó-Tápió-mente legnagyobb lélekszámú faluja, Nagykáta déli szomszédságában.
Különálló településrésze Göbölyjárás, az északi határszéle közelében.
A közvetlenül határos települések: észak felől Nagykáta, északkelet felől Farmos, kelet felől Tápiószele, délkelet felől Tápiószőlős, dél felől Cegléd és Ceglédbercel, délnyugat felől Albertirsa, nyugat felől Pánd, északnyugat felől pedig Tápióbicske.

### Megközelítése
Központján a 3112-es út halad végig, így ez a legfontosabb közúti megközelítési útvonala: ezen érhető el Tápióbicske és Tápiószele felől is. Cegléddel a 3116-os út, Nagykátával a 31 109-es számú mellékút kapcsolja össze. Északi határai között áthalad a 311-es főút is, melyről a község a 31 123-as számú mellékúton érhető el.
A hazai vasútvonalak közül a Budapest–Újszász–Szolnok-vasútvonal érinti, melynek egy megállási pontja van a határai között, Tápiószentmárton megállóhely. Ezzel együtt a településre vasúton érkezőknek célszerű csak Nagykáta vasútállomásig utazniuk, onnan pedig a legegyszerűbb Volánbusszal megközelíteni Tápiószentmártont, mivel a tápiószentmártoni megállóhely messze esik a központtól.

## Története
A település az őskor óta lakott hely, amit a határában 1923-ban feltárt fejedelmi sírból származó pajzsdísz, a szkíta aranyszarvas is tanúsít. (Eredetije a Magyar Nemzeti Múzeumban, másolata a tápiószelei Blaskovich Múzeumban látható.)
A település első ismert okleveles említése a 15. század derekáról, 1459-ből származik. Azokban az időkben a község területét a Pányi-Gáldi család, illetve Werbőczy István birtokolta. A törökök kivonulásakor elnéptelenedett.
Későbbi birtokosai közül a legnagyobb hírnevet a Blaskovich família szerezte. A jó nevű család tagjai közül is kitűnt Blaskovich Bertalan, aki a 19. század első évtizedeiben részt vett a Kisfaludy Károly által szerkesztett Aurora című folyóirat megindításában (1822), és jelentősen támogatta a hazai lóversenyzést. Fia, ebecki Blaskovich Ernő mezőgazdász nevelte azt a híres ménest, amelyben a Kincsem nevű versenykancát is nevelték.

## Közélete

### Polgármesterei
- 1990–1994: Tóth János (független)[3]
- 1994–1998: Tóth János (független)[4]
- 1998–2002: Tóth János (független)[5]
- 2002–2006: Tóth János (Polgári Egyesület)[6]
- 2006–2010: Tóth János (független)[7]
- 2010–2014: Tóth János (független)[8]
- 2014–2015: Györe László (független)[9]
- 2016–2019: Györe László (független)[10]
- 2019–2024: Györe László (független)[11]
- 2024– : Györe László (független)[1]

A településen 2016. március 6-án időközi polgármester-választást (és képviselő-testületi választást) tartottak, az előző képviselő-testület önfeloszlatása miatt. A választáson a hivatalban lévő polgármester is elindult, és három jelölt közül magabiztosan győzött az érvényes szavazatok abszolút többségével.
Tápiószentmárton az egyik alapítója a Száz Százalékban Átlátható Önkormányzatok Klubja, illetve a Klímabarát Települések Szövetsége nevű szerveződéseknek.

## Népesség
A település népességének változása:
| Lakosok száma | 5298 | 5229 | 5198 | 5477 | 5618 | 5721 | 5733 |
|               | 2013 | 2014 | 2018 | 2021 | 2022 | 2023 | 2024 |

A 2011-es népszámlálás során a lakosok 93,6%-a magyarnak, 2% cigánynak, 0,2% németnek, 0,2% románnak mondta magát (6,2% nem nyilatkozott; a kettős identitások miatt a végösszeg nagyobb lehet 100%-nál). A vallási megoszlás a következő volt: római katolikus 55,5%, református 5,2%, evangélikus 11,6%, felekezeten kívüli 8,8% (17,2% nem nyilatkozott).
2022-ben a lakosság 89,2%-a vallotta magát magyarnak, 1,5% cigánynak, 0,2% németnek, 0,2% románnak, 0,1-0,1% szlováknak és szerbnek, 1,5% egyéb, nem hazai nemzetiségűnek (10,7% nem nyilatkozott; a kettős identitások miatt a végösszeg nagyobb lehet 100%-nál). Vallásuk szerint 33,9% volt római katolikus, 6,7% evangélikus, 4,4% református, 0,3% görögkatolikus, 1,6% egyéb keresztény, 0,8% egyéb katolikus, 11,3% felekezeten kívüli (40,9% nem válaszolt).

## Nevezetességek, látnivalók

### Tápiószentmártonban
Hársas-völgy: több száz tő tavaszi hérics található itt.
Horgásztó: tőzeges horgásztó az Aranyhal Közhasznú Tevékenységű Horgász Egyesület fenntartásában.
Sőregi erdő: nagy kiterjedésű erdős rész vadászati lehetőséggel, a Herman Ottó Vadásztársaság üzemeltetésében.
Hatvani-hegy (földvár): régészeti lelőhely az Alsó-Tápió jobb partján, bronzkori településre utaló nyomokkal.
Templomok, kápolnák: a településen katolikus, evangélikus, református és pünkösdi vallású templomok és kápolnák vannak; utóbbiak egyike, az ún. Blaskovich-kápolna, amely 1768-ban épült.
Kincsem Lovaspark: Tápiószentmártonban született a „csodakanca” néven is emlegetett Kincsem, a magyarországi lósport legsikeresebb versenylova; ennek emlékét őrzi a lovaspark elnevezése, illetve a park területén működő Kincsem Múzeum. A lovasparkban található borpince, golf- és minigolf-pálya, fedett, versenyek rendezésére alkalmas lovarda, nemzetközi szabványú NB I-es futballpálya, teniszpálya, fedett medence, wellness részleg, játszótér, háztáji állatok bemutatására kiképezett állatbemutató hely, sőt egy szálloda is, apartmannal, étteremmel és konferenciateremmel. A hagyomány szerint itt állt Attila hun király fából készült palotája, sőt feltételezések szerint a sírja is e térségben lehetett. A park területén mindenesetre Attila nevét őrzi az az "energiadomb", amelyet gyógyító hatásúnak tartanak. Itt találták meg 1923-ban az ország egyik legismertebb szkíta kori emlékét, az elektrumból (arany és ezüst természetes ötvözetéből) készült, híres szkíta aranyszarvast is. Mindezeken felül a lovaspark területén található még egy kisrepülőgépek fogadására alkalmas repülőtér is.
Borpince: a Tápió-Vin Kft. által üzemeltetett borpincében a környék településein termő homoki szőlőkből készítenek kedvelt borokat.
Temető: a helyi temetőben kialakított „nemzeti sírkert” részen olyan hírességek sírjai találhatóak meg, mint Magyary-Kossa Sámuel (1849–1921 ügyvéd, Kubinyi Ágoston (1799–1873), a Magyar Nemzeti Múzeum igazgatója.
Szentkirályi Móric Pest utolsó polgármestere volt Pest és Buda egyesítése előtt, az Ő családja is Tápiószentmártonban nyugszik, továbbá itt lett eltemetve Várallyay Béla népművelő, helytörténész és családja.

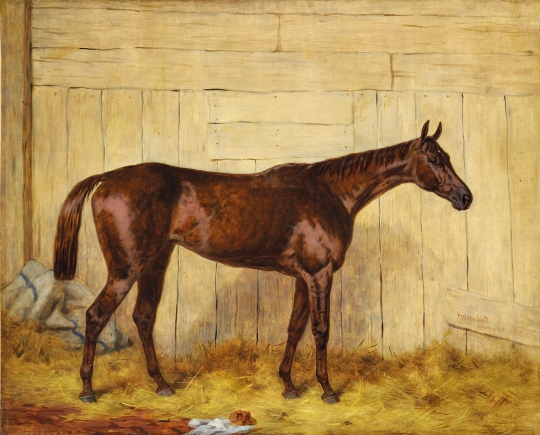
Kincsem

Sportcsarnok és tanuszoda: nemzetközi méretű, parkettás pályával kialakított sportcsarnok, tanuszodával, melyhez szauna és masszázsterem, továbbá edzőterem, kondicionáló terem és pingpongterem is tartozik. A létesítmény akadálymentes megközelíthetőséggel is rendelkezik. Nyári- és edzőtáborozásra alkalmas szálláshelyet tud biztosítani.
Strand- és gyógyvizes termálfürdő: négy medencével (gyermek-, gyógy-, úszó- és fürdőmedence), homokfotball pályával, gyermek játszótérrel, masszázzsal, pedikür-manikűr szolgáltatással, hideg-meleg ételes büfékkel, fagylaltozóval, sok árnyékkal és rendezett területtel várják a pihenni vágyókat. A fürdő 52 °C-os termálvize (alkáli-hidrogénkarbonátos–kloridos hévíz) 650 méter mélyről tör fel; általános fájdalomcsillapító, nyugtató és alvásjavító hatással bír, de alkalmazható különféle bőrbetegségek orvoslására is, és degeneratív kopásos mozgásszervi betegségek gyógyításában rendkívül hatásos, mivel a reumatológiai folyamatok aktivitásának csökkentését idézi elő. Tapasztalatok szerint a gyógyvíz főleg mozgáskorlátozottsággal járó, súlyosabb sérülések utókezelésében alkalmazható sikerrel. Alkáli-hidrogéntartalma miatt mozgásszervi és nőgyógyászati kórképekben javasolható, valamint kloridtartalma miatt általános erősítő és ellenállás-fokozó hatással is bír. A fürdő vize 2003 óta hivatalosan is gyógyvíznek minősül. Jelenleg szezonális jelleggel üzemel május elejétől szeptember végéig. A strandfürdő környékén több mint 1300 üdülőingatlan található.

### Tápiószentmárton-Göbölyjárás településrészen
Horgásztó: a nagy nádas mellett található egy horgásztó, melyet a Nagykáta és Vidéke Horgász Egyesület üzemeltet. A tó mellett kilátó helyezkedik el, ahonnan megfigyelhető az egész környék.
Láprét: Az ősláposban találhatóak a környékbéli tanösvények kiindulási pontjai. A tanösvényeken járva megtalálhatóak olyan növényritkaságok, mint a fehér és az alhavasi zászpa, a szibériai nőszirom és más nősziromfajok, továbbá számos kosborfaj.
Ifjúsági szállás: 30 fő elszállásolására alkalmas, a közelmúltban épült szálláshely, amit a Tápióvidék Természeti Értékeiért Közalapítvány üzemeltet.
Vasútállomás: Ezen a helyen található egy vasútállomás is, ahol a G60-as, Z60-as és a Szolnok felől érkező vonatokra lehet felszállni (nem mindegyik áthaladó vonat áll meg ezen a helyen).

## Testvértelepülések
- Nemesócsa (Zemianska Olča), Szlovákia;
- Balavásár (Bălăușeri, németül: Bladenmarkt), Románia;
- Kolinec, Csehország

## Képek

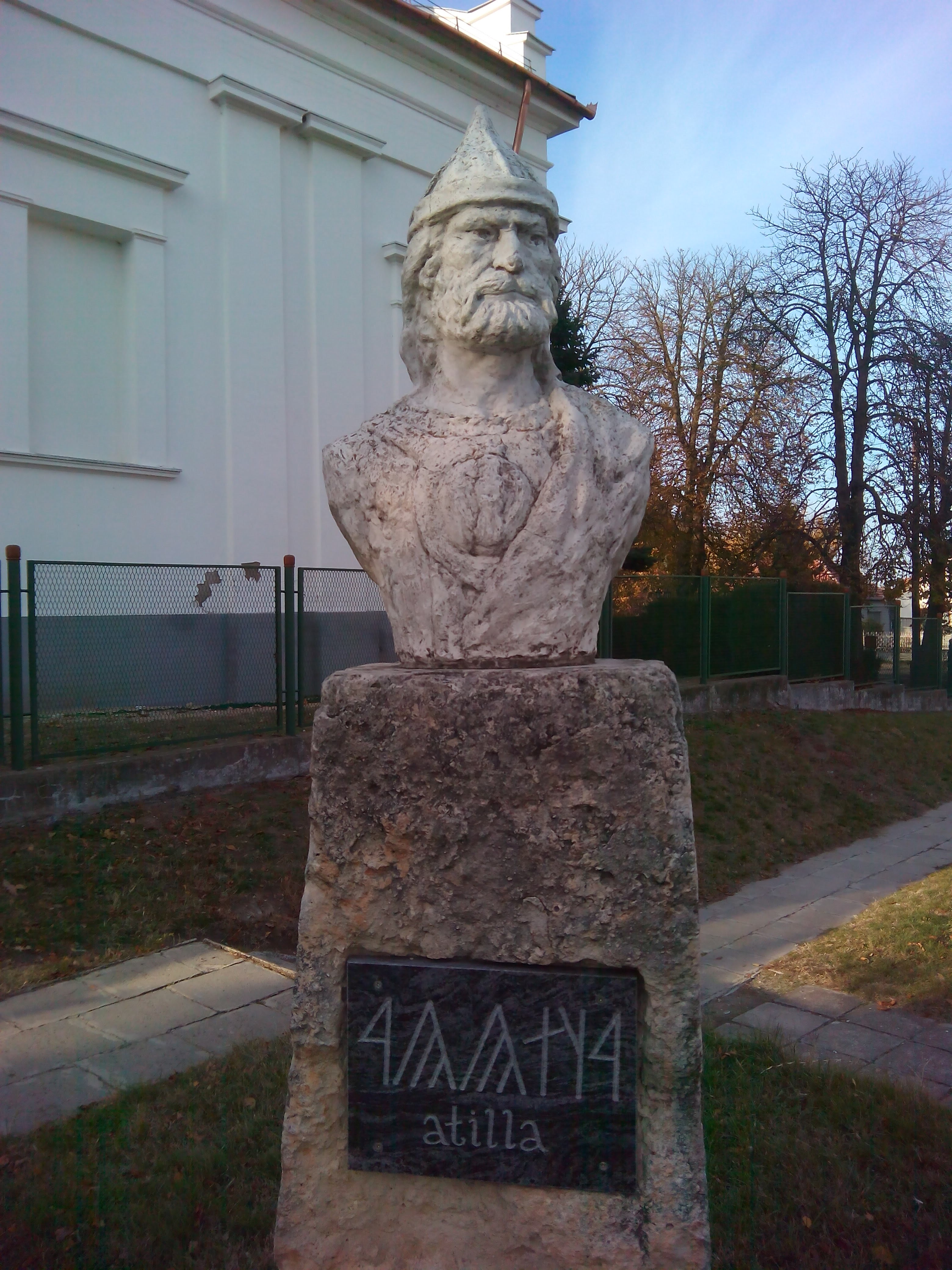
Atilla
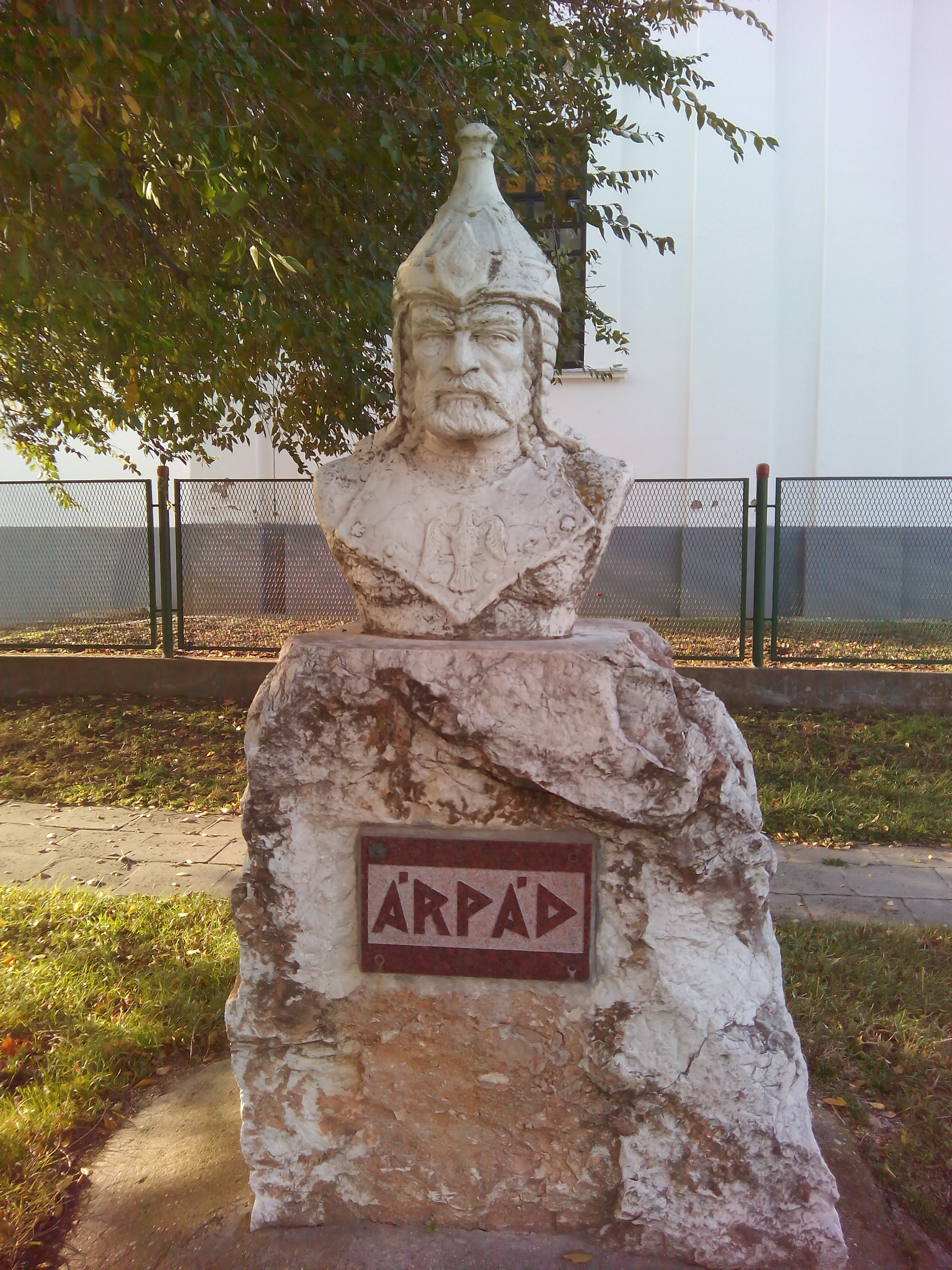
Árpád
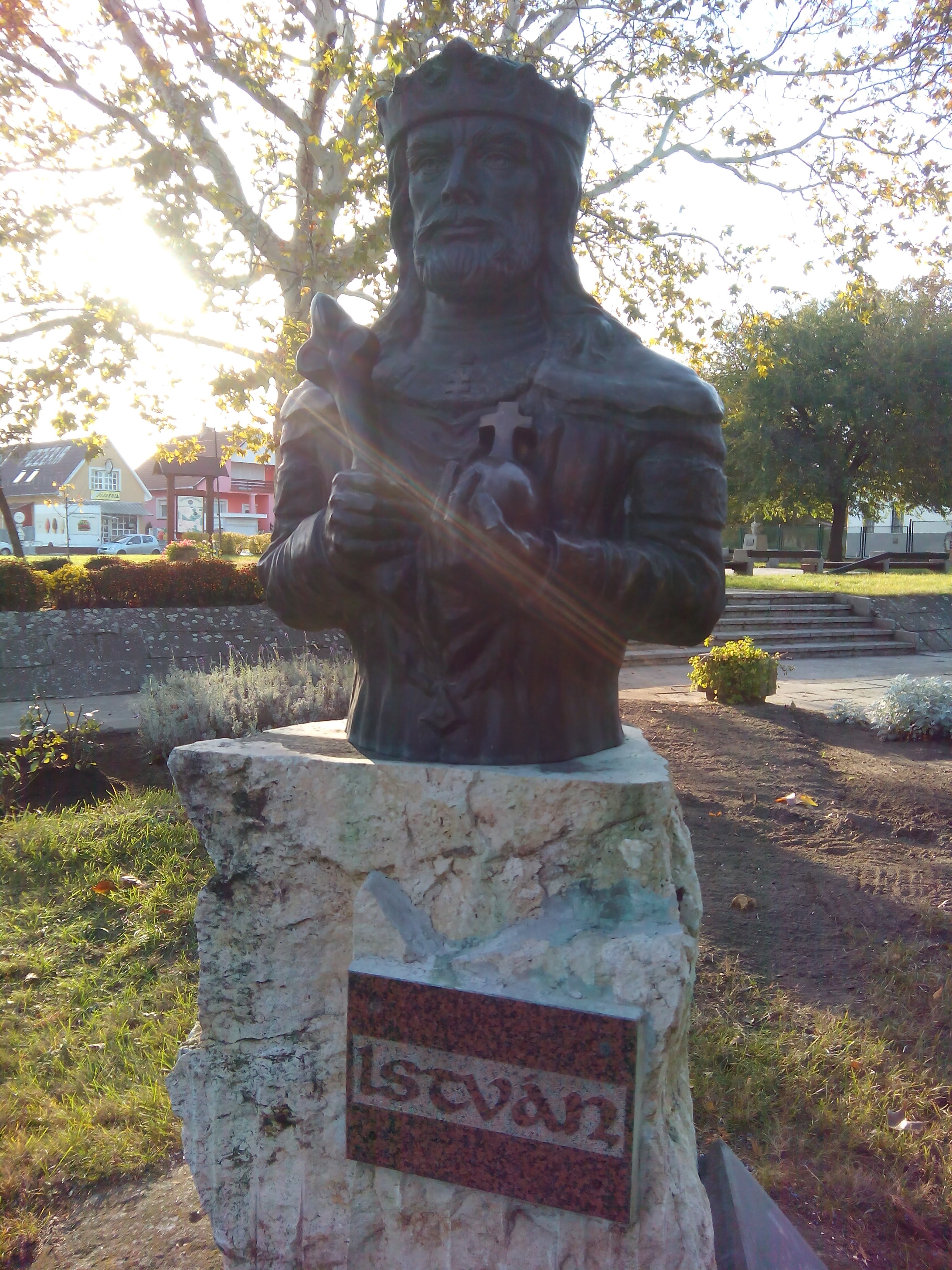
Szent István
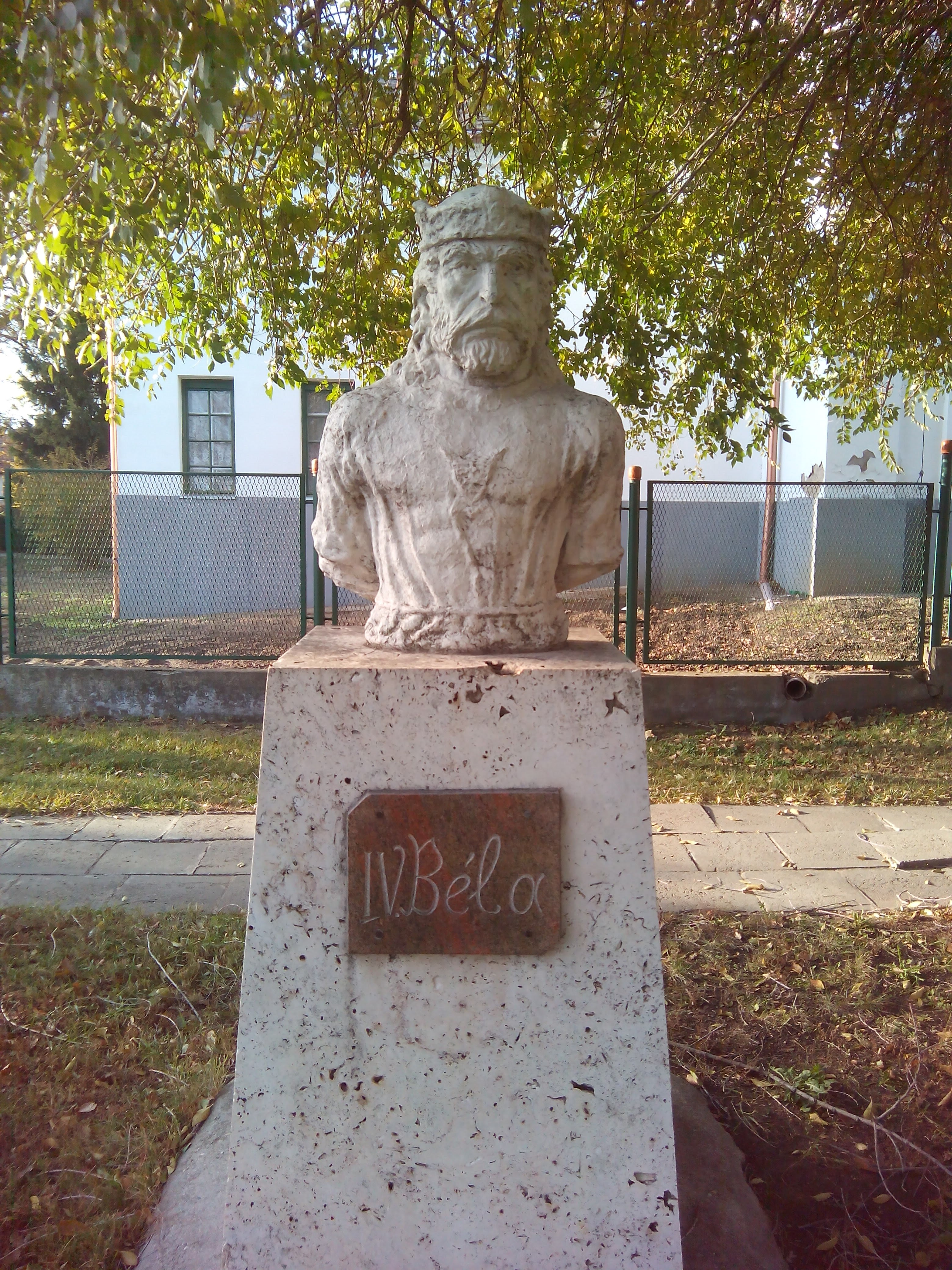
IV. Béla
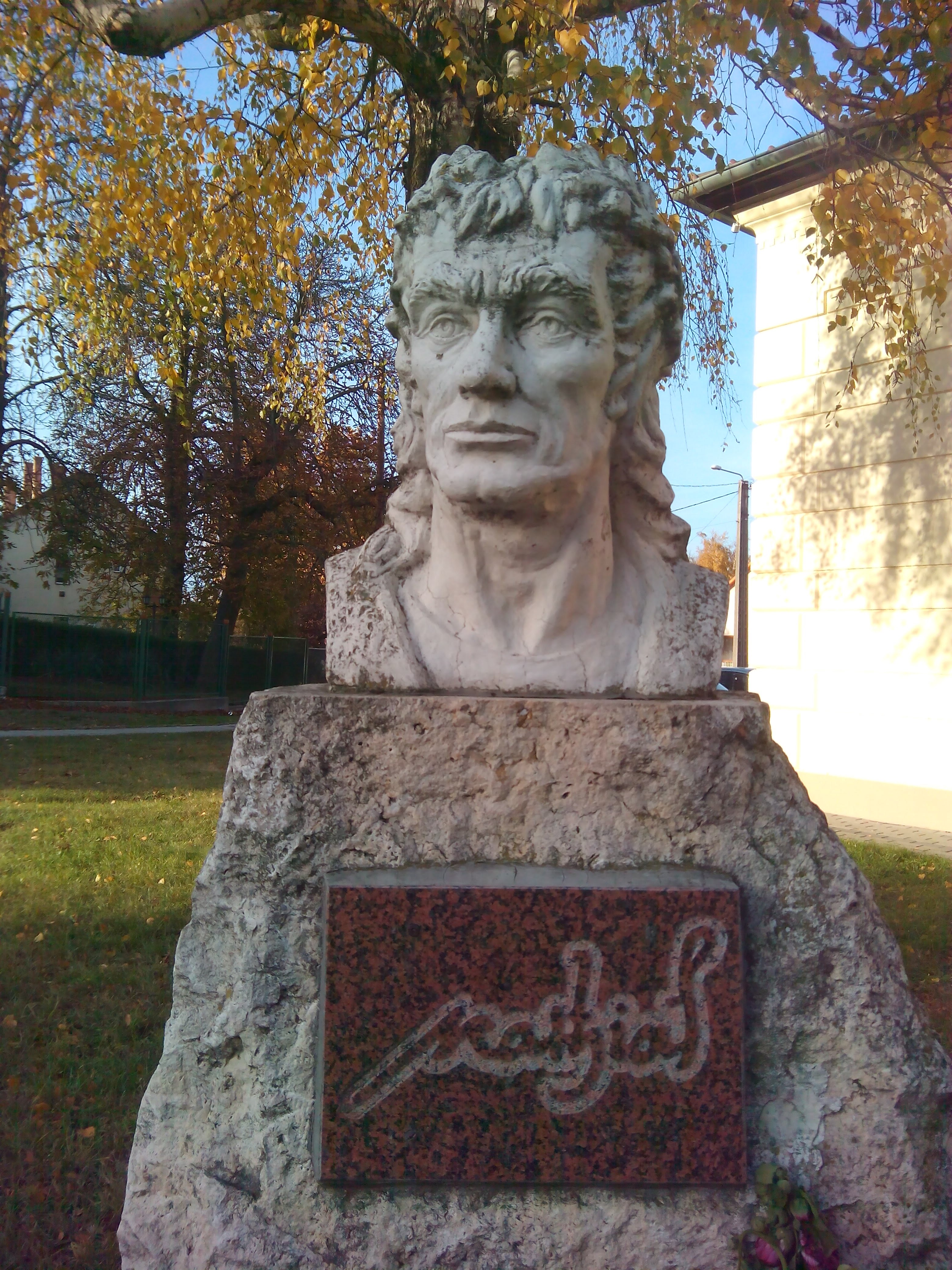
Mátyás király
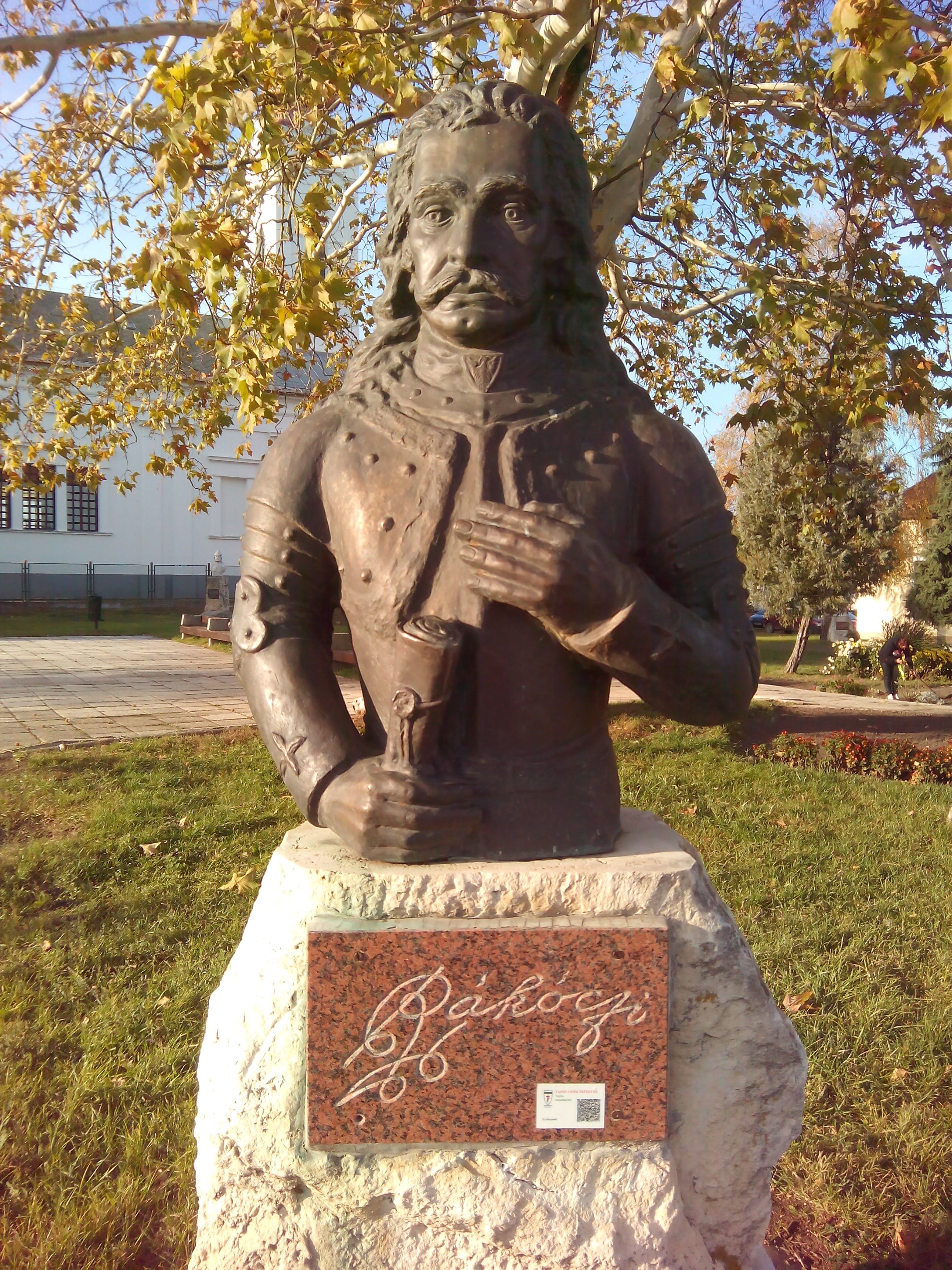
Rákóczi
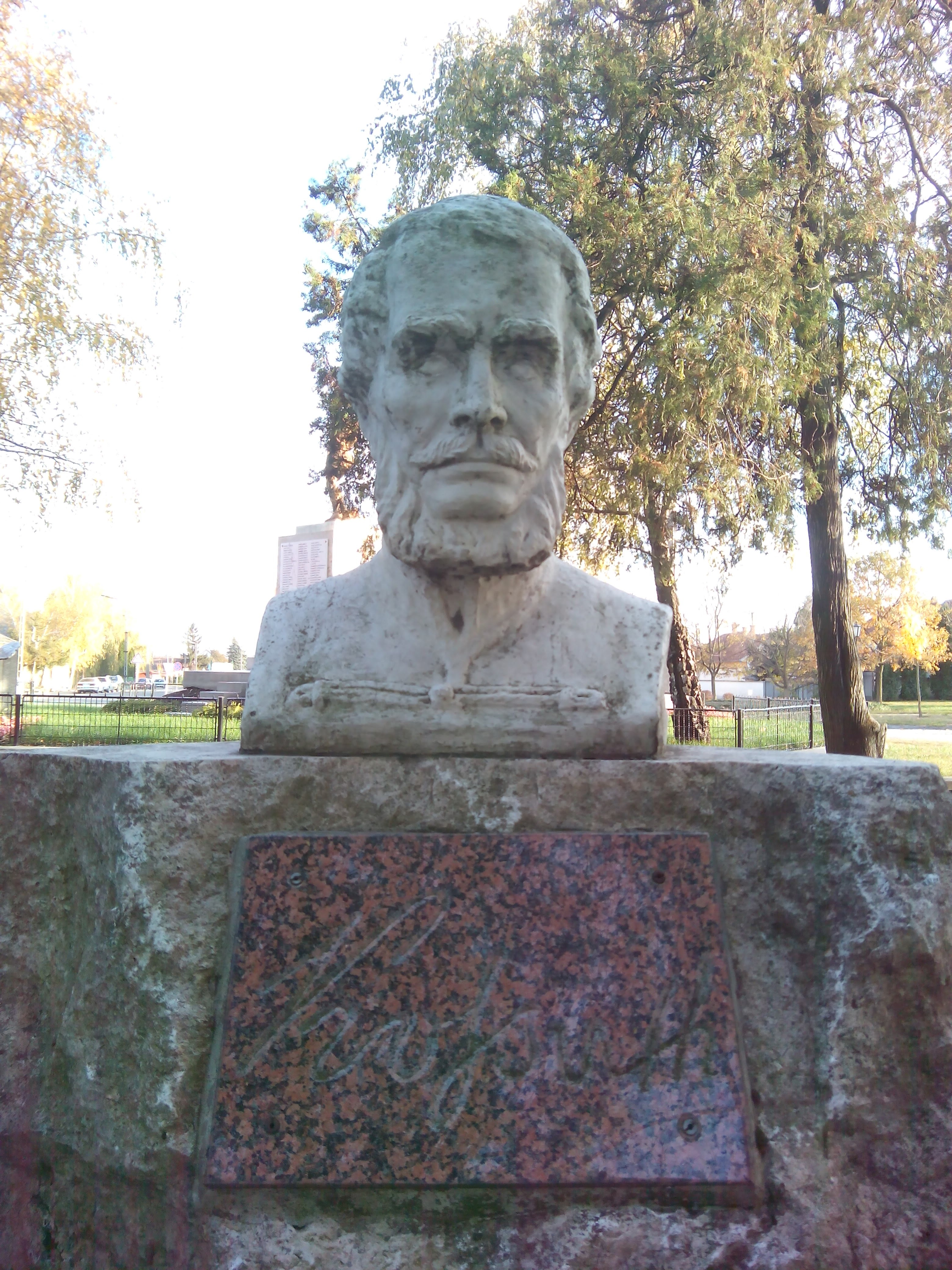
Kossuth
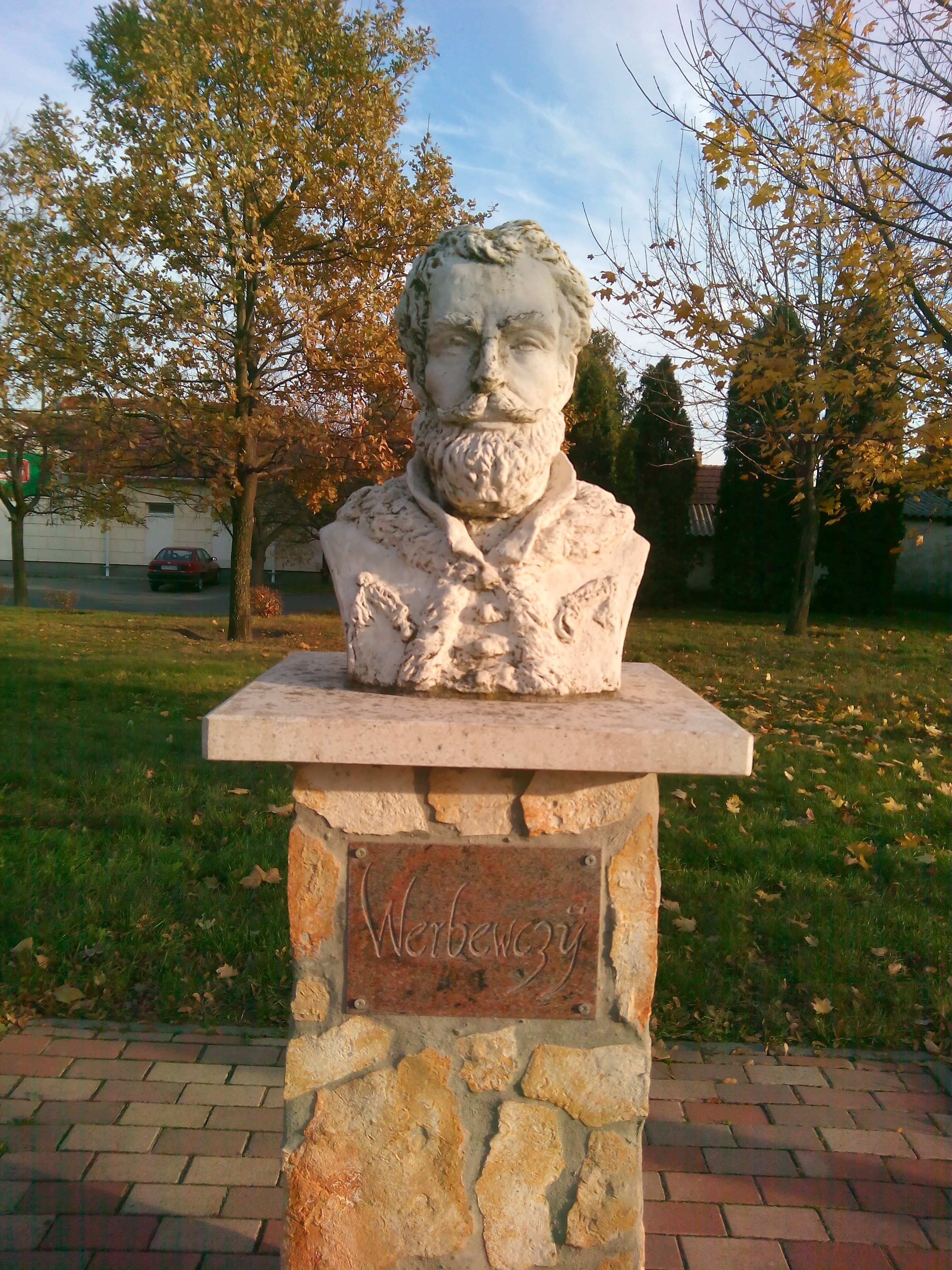
Werbőczy